# Jüdische Mimikry
Jüdische Mimikry ist ein antisemitischer Begriff, der Juden unterstellt, ihre ebenfalls unterstellte rassische Andersartigkeit zu verschleiern, indem sie sich durch Mimikry den Völkern, unter denen sie leben, bloß äußerlich anpassen, innerlich und biologisch aber unveränderlich jüdisch bleiben. Der Begriff Mimikry ist der Biologie entlehnt. Wenn Tiere oder Pflanzen sich in Form und Farbe zum Schutz an andere angleichen, bezeichnet man dies als Mimikry (Nachahmung).
Kremer (2007) interpretiert das Aufkommen des Mimikry-Vorwurfes als Reaktion der Antisemiten auf die Assimilation der Juden infolge der jüdischen Emanzipation.

## Verwendung und Anwendung
Der Publizist Hans Blüher, Exponent der Konservativen Revolution, urteilte:

„Die Juden sind das einzige Volk, das Mimikry treibt. Mimikry des Blutes, des Namens und der Gestalt. […] Wenn aber der Jude Mimikry treibt, so verbirgt er seine ganze Substanz. […] Die jüdische Mimikry ist im Schicksal der Rasse verankert, das heisst in der Idee Juda.“

NSDAP-Chefideologe Alfred Rosenberg befand:

„Da nun die ganze Frage eine zugleich nationale und internationale ist, so wäre es natürlich wünschenswert, wenn auch die anderen Völker hinter das Wesen der jüdischen Mimikry kämen und die Schlange am Genick faßten.“

Am 18. Februar 1943 hetzte Propagandaminister Joseph Goebbels im Berliner Sportpalast:

„Die Methoden der Mimikry, das heißt die systematische Anpassung an die Umgebung, sind bei der jüdischen Rasse bekannt. Sie geht seit jeher darauf aus, ihre Gastvölker einzuschläfern und zu narkotisieren und damit ihre Abwehrkräfte gegen von ihr stammende akute und lebensgefährdende Bedrohungen zu lähmen.“

Im Vorbehaltsfilm Jud Süß (1940), der unter Joseph Goebbels’ künstlerischer Leitung entstand, spielt die Idee des „verkleideten Juden“ eine zentrale Rolle. Die Figur Joseph Süß Oppenheimer ändert ihr Aussehen, bevor sie aus dem Frankfurter Judenghetto nach Stuttgart reist. Die Figur Herzog Karl Alexander von Württemberg fordert kurz vor ihrem Tod Oppenheimer auf, seine Maske abzunehmen – „die letzte!“ Der aggressiv antisemitische Pseudo-Dokumentarfilm Der ewige Jude (1940) bedient sich durchweg der Idee einer jüdischen Mimikry und stellt dies gleich im ersten Satz klar:

„Die zivilisierten Juden, welche wir aus Deutschland kennen, geben uns nur ein unvollkommenes Bild ihrer rassischen Eigenart. Dieser Film zeigt Originalaufnahmen aus den polnischen Ghettos, er zeigt uns Juden, wie sie in Wirklichkeit aussehen, bevor sie sich hinter der Maske des zivilisierten Europäers verstecken.“